# لوك كيلي (لاعب دوري الرغبي)
لوك كيلي (بالإنجليزية: Luke Kelly)‏ هو لاعب دوري الرغبي أسترالي، ولد في 13 أكتوبر 1989 في كاثرين في أستراليا.